# Drahomira
Drahomira (ur. 890, zm. 934 r. lub według innych źródeł ur. 877, zm. 936 r.) – księżniczka stodorańska, księżna czeska, żona Wratysława I, matka Wacława I Świętego i Bolesława I. Przewodziła (wraz ze swym synem Bolesławem, po śmierci swego męża) rebelii pogańskiej w Czechach.
Po śmierci męża w 921 roku, wspierana przez młodszego z synów (który powrócił do niej, opierając się próbom zaszczepienia mu chrześcijańskich wartości przez babkę Ludmiłę) objęła władzę w imieniu nieletniego Wacława. Wraz z Drahomirą i Bolesławem do głosu doszło stronnictwo wrogie niemieckim wpływom oraz wspierające tradycje pogańskie. Zgodnie z czeską tradycją historiograficzną rozpoczęto z inicjatywy Drahomiry niszczenie kościołów oraz prześladowania duchowieństwa chrześcijańskiego. Ofiarą pogańskiego przewrotu padła m.in. matka Wratysława I – św. Ludmiła (według tradycji, zanotowanej w Żywocie św. Ludmiły i Kronice Kosmasa, została uduszona 15 września 921 r. na zamku w Tetinie przez siepaczy nasłanych przez synową).
Po śmierci Ludmiły Drahomira doprowadziła do wygnania księży. Choć niewątpliwie była zwolenniczką pogaństwa (na co wskazuje nie tylko jej pochodzenie, lecz choćby preferowany przez nią sposób wychowania synów), spotkać się można z opinią, że istotnym powodem tych wydarzeń był przede wszystkim sprzeciw Drahomiry wobec polityczno-kościelnego zwierzchnictwa Bawarii.